# Аргуэльо, Маркос
Маркос Ариэль Аргуэльо (исп. Marcos Ariel Argüello; 28 июля 1981, Вилья-Мария), — аргентинский футболист, вратарь. Играл за ряд клубов, такие как: «Тальерес», «Дефенса и Хустисия» и другие, ныне игрок аргентинского клуба «Крусеро-дель-Норте».

## Биография
Маркос родился в городе Вилья-Мария, провинция Кордова. Является воспитанником клуба «Чакарита Хуниорс», но не провел за клуб ни одного матча. В 2003 году перешел в «Тальерес». Летом 2010 года Маркос Аргуэльо подписал контракт с «Анортосисом». В начале, Маркос Аргуэльо был вторым вратарем в команде, после Матуша Козачика. Маркос Аргуэлло дебютировал за клуб в матче с хорватской командой Шибеник. Однако, вскоре, Гильермо Анхель Ойос стал использовать Маркоса как игрока основы. Благодаря игре Аргуэлло сумел квалифицироваться в 4-й раунд Лиги Европы УЕФА.
Позже Маркос Аргуэльо стал постоянным игроком стартового состава. Он прославился своими прыжками при ловле мяча, отражая частые удары нападающий. Тем не менее, кипрский клуб не мог долго удерживать игрока, поскольку ему поступали предложения от более именитых и серьезных клубов.